# 7e cérémonie des New York Film Critics Online Awards
La 7e cérémonie des New York Film Critics Online Awards, décernés par la New York Film Critics Online, a eu lieu le 9 décembre 2007, et a récompensé les films réalisés dans l'année.

## Palmarès

### Top 10
(Par ordre alphabétique)
- 7 h 58 ce samedi-là (Before the Devil Knows You're Dead)
- À bord du Darjeeling Limited (The Darjeeling Limited)
- I'm Not There
- Juno
- Michael Clayton
- No Country for Old Men
- Persépolis
- Reviens-moi (Atonement)
- Sweeney Todd : Le Diabolique Barbier de Fleet Street (Sweeney Todd)

### Meilleur film
- Le Scaphandre et le Papillon (ex æquo)
- There Will Be Blood (ex æquo)

### Meilleur réalisateur
- Paul Thomas Anderson pour There Will Be Blood

### Meilleur acteur
- Daniel Day-Lewis pour le rôle de Daniel Plainveiw dans There Will Be Blood

### Meilleure actrice
- Julie Christie pour le rôle de Fiona Anderson dans Loin d'elle (Away From Her)

### Meilleur acteur dans un second rôle
- Javier Bardem pour le rôle d'Anton Chigurh dans No Country for Old Men

### Meilleure actrice dans un second rôle
- Cate Blanchett pour le rôle de Jude Quinn dans I'm Not There

### Meilleure distribution
- 7 h 58 ce samedi-là (Before the Devil Knows You're Dead)

### Révélation de l'année
- Elliot Page – Juno

### Meilleur premier film
- Martin McDonagh pour Bons baisers de Bruges (In Bruges)

### Meilleur scénario
- À bord du Darjeeling Limited (The Darjeeling Limited) – Wes Anderson, Roman Coppola et Jason Schwartzman

### Meilleure photographie
- There Will Be Blood – Robert Elswit

### Meilleuremusique de film
- There Will Be Blood – Jonny Greenwood

### Meilleur film en langue étrangère
- Persépolis •  France (ex æquo)
- La Vie des autres (Das Leben der Anderen) •  Allemagne (ex æquo)

### Meilleur film d'animation
- Persépolis

### Meilleurfilm documentaire
- Sicko